# 魁!音楽番付
魁!音楽番付（さきがけ!おんがくばんづけ）は、フジテレビで2005年10月19日から2015年3月18日まで放送された音楽バラエティ番組。

## 番組名の変遷
- 2005年10月 - 2007年3月：魁!音楽番付
- 2007年4月 - 2008年4月2日：魁!音楽番付 ～Vegas～
- 2008年4月9日 - 2009年9月24日：魁!音楽番付 ～Jet～
- 2009年10月15日 - 2015年3月18日：魁!音楽番付 Eight

## 放送時間の変遷
- 2005年10月20日 - 2006年3月23日／毎週木曜（毎週水曜深夜） 0:35 - 0:58
- 2006年4月13日 - 2007年3月／毎週木曜（毎週水曜深夜） 1:38 - 1:58
- 2007年4月12日 - 2007年9月20日／毎週木曜（毎週水曜深夜） 0:45 - 1:08
- 2007年10月18日 - 2010年3月／毎週木曜（毎週水曜深夜） 1:38 - 2:08
- 2010年4月 - 2015年3月19日／毎週木曜（毎週水曜深夜） 1:40 - 2:10（2013年4月より、新設のWナイト枠）

## ネット局
| 放送地域       | 放送局             | 放送日時                     | 放送開始日       | 遅れ     |
| -------------- | ------------------ | ---------------------------- | ---------------- | -------- |
| 関東広域圏     | フジテレビ         | 木曜（水曜深夜） 1:40 - 2:10 | 2005年10月20日 - | 制作局   |
| 宮城県         | 仙台放送           | 土曜（金曜深夜） 1:35 - 2:05 | 2011年7月9日 -   | 23日遅れ |
| 島根県・鳥取県 | 山陰中央テレビ     | 木曜（水曜深夜） 0:35 - 2:05 |                  | 14日遅れ |
| 高知県         | 高知さんさんテレビ | 木曜（水曜深夜） 1:10 - 1:40 | 7日遅れ          |          |
| 熊本県         | テレビくまもと     | 火曜（月曜深夜） 2:00 - 2:30 | 2013年4月30日 -  | 19日遅れ |

## 過去のネット局
※いずれもフジテレビと同時ネット。
- 2005年10月19日 - 2007年9月19日
  - 仙台放送
- 2005年10月19日 - 2006年3月22日
  - 新潟総合テレビ
  - 長野放送
  - テレビ新広島
- 2005年10月19日 - 2006年3月22日、2007年4月12日 - 9月19日
  - 岩手めんこいテレビ
- 2009年4月23日 - 2011年9月29日
  - さくらんぼテレビ
- - 2014年3月26日
  - 沖縄テレビ

## レギュラー出演者
魁!音楽番付
- MC：スティーブン（吹き替え：垂木勉）、レディー"D" （吹き替え：横山智佐）
- レポーター：宮瀬茉祐子（2006年2月まで平井理央）
- MC：ユースケ・サンタマリア、小林麻央（2006年12月29日-） ※スペシャルライブ放送のみ

魁!音楽番付 〜Vegas〜
- MC：リア・ディゾン（2007年4月11日- 2008年4月2日）

魁!音楽番付 〜JET〜
- MC：長谷川潤（2008年4月9日-）

魁!音楽番付 Eight
- MC: ジュリエット（オーストラリア出身）、ナディア（オーストラリア出身）、エレーナ（ロシア出身）、ケイテリン（オーストラリア出身）、ヴァネッサ（フランス出身）、カミラ（スウェーデン出身）、アジェレン（アルゼンチン出身）、平井理央（日本出身）
  - EIGHTでは、平井アナ含め世界各国8人の女性でMCを担当する。8人の中では平井が最年長。

## 番組内容
オープニング
当日のゲストが色紙に「魁!」の文字を書き、それを掲げて番組名を言う所から番組が始まる。
その後PVと共に最初のゲストが登場し、その後にその日の番組内容を紹介。
オリコンチャート
その週のオリコンシングルチャート上位20曲（2006年3月までは30曲）を紹介。なお、番組内では順位を「 - 位」ではなく「 - 番」と呼ぶ。
インタビュー
ゲストのインタビューなど。毎週3-4組が登場。
2015年3月19日未明（18日深夜）を以って番組を終了し、4月20日未明（19日深夜）から毎週月曜0:50 - 1:20（日曜深夜）に、放送内容を踏襲し、金曜夜の『音楽の時間 〜MUSIC HOUR〜』と統合した後継番組『魁!音楽の時間』が開始されている。

## オープニングアクト
毎月交代でアーティストが新作について語るオープニングのあとのコーナー。
- 〜2009年9月: 不明
- 2009年10月: ゆず（アルバム『FURUSATO』）
- 2009年11月: 柴咲コウ（アルバム『Love Paranoia』）
- 2009年12月: 里田まい with 合田家族（アルバム『里田まい with 合田家族』）
- 2010年1月～2012年11月:不明
- 2012年12月:水樹奈々(アルバム『ROCKBOUND NEIGHBORS』)

## スタッフ
- 構成 : 町田裕章
- ディレクター : 板倉一郎、有元厚二、黒田源治、小室麻依、福山晋司、浅尾和寿
- 演出 : 佐藤正樹（以前は、チーフディレクター）
- プロデューサー : 河本晃典、菊岡郁枝
- チーフプロデューサー : 三浦淳
- 制作協力 : ザ・スピングラス、ビー・ブレーン、エスエスシステム
- 制作 : フジテレビバラエティ制作センター
- 製作著作 : フジテレビ

### 過去のスタッフ
- プロデューサー : 柳岡克則（以前は、AP）、北澤裕史
- チーフプロデューサー : 清水宏泰、石川綾一
- チーフプロデューサー・演出 : 佐々木将

## テーマソング
- オープニング曲 - 鈴木亜美 joins Buffalo Daughter「O.K. Funky God」（一時期）
- エンディングテーマ - The Beatles「Eight Days A Week」